# Macrolophus
Genre
Macrolophus est un genre d'insectes du sous-ordre des hétéroptères (punaises) de la famille des Miridae, dont les larves et les adultes ont pour proies principalement les acariens, les psylles, les pucerons et les thrips sur les arbres fruitiers, la vigne et les cultures légumières.

## Liste d'espèces
Selon BioLib (30 octobre 2021) :
- Macrolophus aragarsanus Carvalho, 1945
- Macrolophus basicornis (Stål, 1860)
- Macrolophus brevicornis Knight, 1926
- Macrolophus costalis Fieber, 1858
- Macrolophus cuiabanus Carvalho, 1945
- Macrolophus epilobii V.G. Putshkov, 1978
- Macrolophus geranii Josifov, 1961
- Macrolophus glaucescens Fieber, 1858
- Macrolophus innotatus Carvalho, 1968
- Macrolophus klotho Linnavuori, 1992
- Macrolophus lopezi Van Duzee, 1923
- Macrolophus melanotoma (A. Costa, 1853)
- Macrolophus mimuli Knight, 1968
- Macrolophus pericarti Heiss & J. Ribes, 1998
- Macrolophus praeclarus (Distant, 1884)
- Macrolophus punctatus Carvalho, 1968
- Macrolophus pygmaeus (Rambur, 1839)
- Macrolophus rubi Woodroffe, 1957
- Macrolophus seperatus Van Duzee, 1889
- Macrolophus tenuicornis Blatchley, 1926

Selon NCBI (24 août 2021) :
- Macrolophus caliginosus Wagner, 1951
- Macrolophus costalis Fieber, 1858
- Macrolophus melanotoma (A.Costa, 1853)
- Macrolophus praeclarus Distant, 1884
- Macrolophus pygmaeus (Rambur, 1839)
- Macrolophus rubi Woodroffe, 1957
- Macrolophus tenuicornis Blatchley, 1926